# برتات (أمرصيد)
برتات هي إحدى مشيخات المملكة المغربية، تتبع جغرافيا لإقليم ميدلت وإداريًا لأمرصيد. يقدر عدد سكانها بـ 1266 نسمة حسب الإحصاء الرسمي للسكان والسكنى لسنة 2004.